# Seznam reprezentantů Československa ve fotbale
Toto je seznam fotbalistů kteří reprezentovali Československo v letech 1920-1939 a 1945-1993.

## Seznam fotbalistů

### A
- Jozef Adamec
- Milan Albrecht
- Ján Andrejkovič

### B
- Andrej Babčan
- Jozef Baláži
- Jozef Barmoš
- Rudolf Bartonec
- Dušan Bartovič
- Aleš Bažant
- Karel Bejbl
- Radek Bejbl
- Miloš Belák
- Pavol Bencz
- Jaroslav Bendl
- Michal Benedikovič
- Jan Berger
- Patrik Berger
- Josef Bican
- Július Bielik
- Ivan  Bilský
- Pavol Biroš
- Štefan Biró
- Günter Bittengel
- Přemysl Bičovský
- Jaroslav Bohata
- Jozef Bomba
- Dušan Borko
- Jaroslav Borovička
- Vladimír Borovička
- Jaroslav Boroš
- Vladimír Bouzek
- Václav Bouška
- Jaroslav Bouček
- Václav Brabec-Baron
- Antonín Bradáč
- Vojtěch Bradáč
- Marián Brezina
- Karol Brezík
- Jan Brumovský
- Titus Buberník
- Vlastimil Bubník
- Adolf Burger
- Jaroslav Burgr
- Karel Burkert
- Václav Bára
- Vladimír Bělík
- Michal Bílek
- Anton Bíly
- Vladimír Bína

### C
- Vlastimil Calta
- Antonín Carvan
- Jaroslav Cejp
- Ján Cepo
- Josef Crha
- Ľudovít Cvetler
- František Císař

### Č
- Ivan Čabala
- Jiří Čadek
- Štefan Čambal
- Josef Čapek
- Karel Čapek
- Jozef Čapkovič
- Ján Čapkovič
- Jiří Časko
- Vratislav Čech
- Václav Čepelák
- Milan Čermák
- Vladimír Čermák
- Pavel Černý
- Karel Černý
- Jaroslav Červený
- Jaroslav Červeňan
- Karel Čipera
- Josef Čtyřoký
- Ladislav Čulík
- Jozef Čurgaly

### D
- Václav Daněk
- Ferdinand Daučík
- Andrej Daňko
- Jozef Desiatnik
- Karol Dobay
- Karol Dobiaš
- Břetislav Dolejší
- Rudolf Dolejší
- Milan Dolinský
- Rudolf Drozd
- Radek Drulák
- Peter Dubovský
- Ľudovít Dubovský
- Rudolf Ducký
- Karel Dvořák
- Milan Dvořák
- Jan Dvořáček
- Pavel Dyba

### F
- Ferdinand Faczinek
- František Fait
- František Feczko
- Karel Feller
- Alexander Felszeghy
- Jiří Feureisl
- Adolf Fiala
- Jan Fiala
- Peter Fieber
- Jozef Fillo
- Karel Finek
- Otto Fleischmann
- Anton Flešár
- Emil Folta
- Milan Frýda
- Martin Frýdek

### G
- Kazimír Gajdoš
- Miroslav Gajdůšek
- Dušan Galis
- Josef Galáb
- Ján Geleta
- Miloš Glonek
- Stanislav Griga
- Alois Grussmann
- Jozef Gögh
- Koloman Gögh

### H
- Vladimír Hagara
- Ferdinand Hajný
- Jiří Hanke
- Karel Hanáček
- Pavel Hapal
- Vlastimil Havlíček
- Ivan Hašek
- Karel Hejma
- Jiří Hejský
- Ota Hemele
- Alois Hercík
- Dušan Herda
- Peter Herda
- Jan Hertl
- Karel Hes
- Jiří Hildebrandt
- Michal Hipp
- František Hlavatý
- Ján Hlavatý
- Ladislav Hlaváček
- Jiří Hledík
- František Hochmann
- František Hoholko
- Antonín Hojer
- František Hojer
- Petr Holota
- Alexander Horváth
- Karel Horák
- Václav Horák
- Zbyněk Hotový
- André Houška
- Václav Hovorka
- Ivan Hrdlička
- Vladimír Hrivnák
- Karel Hromádka
- Josef Hronek
- Anton Hrušecký
- Vladimír Hruška
- Václav Hruška
- Zdeněk Hruška
- Vladimír Hönig
- Viliam Hýravý

### Ch
- Pavel Chaloupka
- František Chovanec
- Jozef Chovanec
- Miroslav Chvíla
- Jaroslav Cháňa
- Radomír Chýlek

### I
- Andrej Iľko
- František Ipser

### J
- František Jakubec starší
- Viliam Jakubčík
- Antonín Janda-Očko
- Petr Janečka
- Vojtech Jankovič
- Josef Janík
- Jan Jarkovský
- Karel Jarolím
- Karel Jarůšek
- Karel Jehlička
- Josef Jelínek I
- Josef Jelínek II
- Jiří Jeslínek
- Jiří Ječný
- Jindřich Jindra
- Karol Jokl
- Alois Jonák
- Bohumil Joska
- František Junek
- Bartolomej Juraško
- Josef Jurkanin
- Ladislav Jurkemik
- Václav Jíra
- Ladislav Józsa

### K
- Dušan Kabát
- Miroslav Kadlec
- Josef Kadraba
- Antonín Kaliba
- Géza Kalocsay
- Jan Kalous
- Karel Kannhäuser
- Ján Kapko
- Ferdinand Kardoš
- Jozef Karel
- Ján Karel
- Ladislav Kareš
- František Karkó
- Vojtěch Kastl
- Ladislav Kačáni
- Dušan Keketi
- Vladimír Kinder
- Vladimír Kinier
- Rudolf Klapka
- Jiří Klement
- Bohumil Klenovec
- Antonín Klicpera
- Miloš Klimek
- Pavel Klouček
- František Kloz
- Lubomír Knapp
- František Knebort
- Karel Knesl
- Jan Knobloch-Madelon
- Ivo Knoflíček
- Jan Knížek
- Ján Kocian
- Stanislav Kocourek
- Gejza Kocsis
- Ľudovít Koiš
- Václav Kokštejn
- František Kolenatý
- Karel Kolský
- Mikuláš Komanický
- Karel Kopecký
- Vlastimil Kopecký
- Anton Kopčan
- František Kopřiva
- Július Korostelev
- Rudolf Kos
- Petr Kostelník
- Martin Kotůlek
- Pavel Kouba
- Petr Kouba
- Ladislav Koubek
- Zdeněk Koubek
- Luděk Kovačík
- Alexander Kovács
- Ervín Kovács
- František Kozinka
- Ján Kozák
- Jaroslav Košnar
- Josef Košťálek
- Karel Koželuh
- Antonín Kramerius
- Jaroslav Krasl
- Josef Kratochvíl-Kráťa
- Jaroslav Kraus
- Tadeáš Kraus
- Jaroslav Kravárik
- František Krejčí
- Arnošt Kreuz
- Ondrej Krištofík
- Otto Krompholz
- Karel Kroupa
- Anton Krásnohorský
- Rudolf Krčil
- Eduard Krčma
- Ladislav Kubala
- Luboš Kubík
- Josef Kuchař
- Josef Kuchynka
- Reiner Kugler
- Pavel Kuka
- Roman Kukleta
- Jozef Kukučka
- Karel Kula
- Jaroslav Kulich
- Zdeněk Kummermann-Kumr
- Ladislav Kuna
- Karel Kužel
- Jaroslav Kučera
- Rudolf Kučera
- František Kunzo
- Josef Kvapil
- Oldřich Kvapil
- Andrej Kvašňák
- Vilém König
- Antonín Křišťál
- Jiří Křižák
- Tomáš Kříž

### L
- Ľudovít Lancz
- Božin Laskov
- Vladislav Lauda
- Antonín Laštovička
- Jozef Levický
- Stanislav Levý
- Karel Lichtnégl
- Verner Lička
- Josef Ludl
- Milan Luhový
- Ľubomír Luhový
- Vlastimil Luka
- Jozef Luknár
- Ján Luža
- Jan Lála
- Radoslav Látal

### M
- Luděk Macela
- Pavel Mahrer
- Kamil Majerník
- Anton Malatinský
- Josef Maloun
- Miloslav Malý
- František Mareš
- Jan Mareš
- Jiří Mareš
- Jozef Marko
- Alexandr Markusek
- Jan Maroši
- Marián Masný
- Vojtech Masný
- Josef Masopust
- Jaroslav Masrna
- Štefan Matlák
- František Matys
- Štěpán Matěj
- Josef Mazura
- Václav Mašek
- Karel Meduna
- Ján Medviď
- Michal Medviď
- Jan Melka
- Oldřich Menclík
- Pavol Michalík
- Václav Migas
- Luděk Mikloško
- Lumír Mistr
- Tibor Mičinec
- Vladimír Mojžíš
- Vladimír Mokrohajský
- Ladislav Molnár
- Pavol Molnár
- Anton Moravčík
- Ľubomír Moravčík
- Václav Morávek
- František Mottl
- Jaroslav Moták
- Antonín Moudrý
- Alois Mourek
- Gustáv Mráz
- Ivan Mráz
- Ladislav Mráz
- Otto Mráz
- Peter Mráz
- Peter Mutkovič
- Jozef Móder
- Ladislav Müller

### N
- Alexander Nagy
- Zdeněk Nehoda
- František Nejedlý
- Oldřich Nejedlý
- Milan Nemec
- Karel Nepomucký
- Jaroslav Netolička
- Jiří Novotný
- Antonín Novák
- Igor Novák
- Ivan Novák
- Jan Novák
- Jiří Novák
- Josef Novák I
- Josef Novák II
- Karel Novák
- Ladislav Novák
- Otto Novák
- Otakar Nožíř
- Karel Nytl
- Vilhelm Náhlovský
- Jaroslav Němec
- Jiří Němec
- Petr Němec
- Václav Němeček
- Oldřich Nývlt

### O
- Jozef Obert
- Jiří Ondra
- Josef Ondračka
- Anton Ondruš
- Ján Ondrášek

### P
- Antonín Panenka
- Čestmír Patzel
- Emil Paulin
- Jan Paulin
- Miroslav Pauřík
- Václav Pavlis
- Ladislav Pavlovič
- Rudolf Pavlík
- Arnošt Pazdera
- Emil Pažický
- Ladislav Pecko
- Ivan Pekárik
- Stanislav Pelc
- František Pelcner
- Vladimír Perk
- Antonín Perner
- Jozef Petrovič
- Vlastimil Petržela
- Ladislav Petráš
- Jan Petráň
- František Peyr
- Jiří Pešek
- Karel Pešek-Káďa
- Václav Pilát
- Ján Pivarník
- Zdeněk Pičman
- František Plass
- Jan Plaček
- Josef Pleticha
- František Plodr
- Svatopluk Pluskal
- Ferdinand Plánický
- František Plánička
- Karel Podrazil
- Miroslav Pohuněk
- Lubomír Pokluda
- Vlastimil Pokorný
- Jaroslav Pollák
- Jaroslav Poláček
- Ján Popluhár
- Tomáš Porubský
- Stefan Pospichal
- Tomáš Pospíchal
- Miroslav Pospíšil
- Marek Poštulka
- Vlastimil Preis
- Zdeněk Procházka
- Zdeněk Prokeš
- Karel Průcha
- Václav Průša
- Ladislav Putyera
- Antonín Puč
- Ladislav Přáda

### R
- Petr Rada
- Libor Radimec
- Ľudovít Rado
- Antonín Ratzensberger
- Theodor Reimann
- Ladislav Reček
- Oldřich Rott
- Jiří Rubáš
- Oldřich Rulc
- Albert Rusnák
- Zdeněk Rygel
- František Ryšavý
- Antonín Rýgr

### Ř
- Tomáš Řepka
- František Řitička
- Jan Říha

### S
- Václav Samek
- Adolf Scherer
- Samuel Schillinger
- Edmund Schmidt
- František Schmucker
- Viliam Schrojf
- Július Schubert
- Svatopluk Schäfer
- Rudolf Schäffer
- Jiří Sedláček
- Josef Sedláček I.
- Josef Sedláček II.
- Roman Sedláček
- Emil Seifert
- Stanislav Seman
- František Semeši
- Karel Senecký
- Karel Severin
- Horst Siegl
- Josef Silný
- Miroslav Siva
- Tomáš Skuhravý
- Jaromír Skála
- Petr Slaný
- Jiří Sloup
- Josef Sloup-Štaplík
- Rudolf Sloup-Štapl
- Bohumil Smolík
- Jiří Sobotka
- Karel Sokolář
- Jaroslav Srba
- Erich Srbek
- Václav Sršeň
- Imrich Stacho
- Ivo Staš
- Milan Staškovan
- Karel Steffl
- František Stehlík
- Karel Steiner
- Jan Stejskal
- František Straka
- Stanislav Strapek
- Pavel Stratil
- Ján Strausz
- Karel Stromšík
- Miroslav Stárek
- Jan Suchopárek
- Josef Suchý
- Václav Svatoň
- Emil Svoboda
- František Svoboda
- Jindřich Svoboda
- Václav Svoboda
- Ferenc Szedlacsek
- Juraj Szikora
- Vojtěch Sýbal-Mikše

### Š
- František Šafránek
- Jozef Šajánek
- Jaroslav Šilhavý
- Gejza Šimanský
- Otto Šimonek
- Adolf Šimperský
- Ladislav Šimůnek
- Antonín Šindelář
- Otakar Škvajn-Mazal
- Rudolf Šmejkal
- Vladimír Šmicer
- Jindřich Šoltys
- Pavol Šoral
- Zdeněk Šreiner
- Josef Šroubek
- Jozef Štafura
- František Štambachr
- František Šterc
- Jozef Štibrányi
- Stanislav Štrunc
- Jaroslav Štumpf
- Miloš Štádler
- František Štěpán
- Anton Švajlen
- Ján Švehlík
- Leopold Šťastný
- Zdeněk Ščasný
- Josef Šíma

### T
- Viktor Tegelhoff
- Vladimír Ternény
- Jaroslav Tesárek
- Josef Thaut
- Emil Tichay
- Jiří Tichý
- Jaroslav Timko
- Dušan Tittel
- Štefan Tománek
- Karel Tomáš
- Jiří Trnka
- Jan Truhlář
- František Tyrpekl
- Vladimír Táborský

### U
- Anton Urban
- Ivo Urban
- Oldřich Urban

### V
- Bedřich Vacek
- Josef Vacenovský
- Rostislav Václavíček
- František Valošek
- Jan Vaník
- Václav Vaník-Váňa
- Vojtech Varadin
- Josef Vedral
- Jaroslav Vejvoda
- Alexander Vencel ml.
- Alexander Vencel st.
- Vladimír Venglár
- Ladislav Veselský
- Bohumil Veselý
- František Veselý
- Jiří Večerek
- Ivo Viktor
- Eugen Vinnyei-Prošovský
- Michal Vičan
- František Vlk
- Lubomír Vlk
- Jaroslav Vlček
- Antonín Vodička
- Josef Vojta
- Rostislav Vojáček
- Petr Vrabec
- Václav Vrána
- Bohuslav Vyletal
- Rudolf Vytlačil
- Zdeněk Válek
- Vojtěch Věchet
- Ladislav Vízek

### W
- Vladimír Weiss ml.
- Vladimír Weiss st.
- Jan Wimmer

### Z
- Vojtech Zachar
- Petr Zajaroš
- Oldřich Zajíček
- Peter Zelenský
- Josef Zeman
- Rudolf Zibrínyi
- Zdeněk Zikán
- Vilém Zlatník
- Ján Zlocha
- Ľudovít Zlocha
- František Zlámal
- Jiří Zmatlík
- Josef Zosel
- Miroslav Zuzánek
- Jiří Zástěra

### Ž
- Ladislav Ženíšek
- Jiří Žďárský
- Karel Žďárský